# 英语圈
英語圈（Anglosphere）是一个新词，或譯為盎格魯世界，指将英语作为常用语言的国家的合称，今天保持着密切的政治，外交和军事合作。有时也特别表示为经过大英帝国統治後拥有共同语言及文化的国家，包括英国本身以及澳大利亚、新西兰、爱尔兰、加拿大（不包括魁北克）和美国。

## 定义
Anglosphere這個詞是由美國科幻作家尼爾·斯蒂芬森在他的書《鑽石年代》（1995年出版）中創造出的，但是最初並沒有詳細定義。《韋氏字典》將其定義為“這個世界上英語語言及文化主宰的國家”。《簡短牛津英語字典》的定義則是“英語是主要的本國語言的國家群”

## 别名

### 盎格鲁-撒克逊世界
“盎格鲁-撒克逊世界”的说法在欧洲的法语媒体中很常见。但这一说法没有科学上的定义，可以用来定义的标准都有局限性。这个说法在主要相关人士中引起了嘲笑，甚至是反感，因为他们认为这种说法与强烈的种族主义和过时观念有关。同时也有观点认为，自1970年代以来，这一词语在种族方面的内涵已经逐渐式微，取而代之的是更广泛的社会、文化与经济上的意义。

## 政治制度
政治制度方面，流行两党制，除了美國實行總統制外，其餘四國皆實行西敏制議會制民主制度，奉行三權分立的普通法法律制度。

## 公共關係
研究發現，英國，美國，加拿大，澳大利亞和紐西蘭的人民一直將彼此的國家列為本國在世界上最重要的盟友。傳統上，盎格魯世界國家間的關係一直很緊密，例如英美關係，美加關係，英澳關係和英紐關係之間的雙邊夥伴關係。
儘管英國於2016年決定脫離歐盟，但對其他盎格魯圈成員與英國的好感度影響不大。

## 文化
由於它們之間的歷史聯繫，這兩個盎格魯國家具有某些文化特徵，直到今天仍然存在。
在英國，美國，加拿大，澳大利亞和紐西蘭，即使實行福利國家制度，市場自由度仍然很高，與歐洲國家相比，亦有較強的個人主義和自由主義的傳統。這種資本主義模式是根據1970年代芝加哥學派而產生的，起源於18世紀英國。全球化的共同意識使紐約，倫敦，洛杉磯，悉尼和多倫多等城市對金融市場有重大影響。全球經濟，全球文化受到美國和英國的高度影響。
在盎格魯圈內最受歡迎的宗教是新教，緊隨其後的是天主教，但有不少是信奉其他宗教包括印度教和伊斯蘭教，亦包括無宗教信仰者。

## 英语世界地图

英语为国家语言或者主要语言的国家
英语作为官方语言或者在科学界及上层社会使用，但不是主要语言

## 参閱
- AUKUS
- 盎格鲁-撒克逊人
- 盎格鲁-撒克逊人 (委婉语)
- 白人盎格鲁-撒克逊新教徒
- 五眼联盟
- 英美法系
- 英美特殊關係

## 外部連結
- James C. Bennett (2002) An Anglosphere Primer, presented to the Foreign Policy Research Institute
- BBC Radio 4: Archive on 4 (2017-12-16): Return of the Anglosphere （页面存档备份，存于）